# Jørn Andersen
Jørn Andersen (* 3. Februar 1963 in Fredrikstad) ist ein ehemaliger norwegischer Fußballnationalspieler mit deutscher Staatsbürgerschaft und jetziger Fußballtrainer. Mit Fredrikstad FK gewann er 1984 den norwegischen Pokal, bei Vålerenga IF wurde er Ligatorschützenkönig. In der Bundesliga spielte er zunächst für den 1. FC Nürnberg. Bei seinem nachfolgenden Engagement bei Eintracht Frankfurt wurde er der erste ausländische Torschützenkönig der Bundesliga.
Als Trainer führte er 2009 den 1. FSV Mainz 05 zum Wiederaufstieg in die Bundesliga. Seine Entlassung kurz vor Saisonbeginn sorgte seinerzeit für Aufsehen. 2015 war er Trainer beim SV Austria Salzburg, mit dem er zum Ende der Saison 2014/15 in die zweithöchste österreichische Spielklasse (Erste Liga) aufstieg.

## Spielerkarriere

### Verein
Der Sohn der 143-fachen norwegischen Handballnationalspielerin und dreifachen Weltmeisterschaftsteilnehmerin Bjørg Andersen spielte in der Jugend ab Mitte der 1970er Jahre beim Vorortsverein Østsiden IL in Fredrikstad und kam 1980 zu zwei Einsätzen in der norwegischen Jugendnationalmannschaft. 1981 etablierte er sich in der Kampfmannschaft des unterklassigen Vereins. 1982 wechselte er zum Erstligisten Fredrikstad FK, mit dem er aus der ersten Liga ab- und direkt wieder aufstieg. Für den Verein erzielte er zwischen 1982 und 1984 in 64 Ligaspielen 25 Tore. Höhepunkt war hier der Gewinn des norwegischen Pokals von 1984 in den Finalspielen gegen Viking FK aus Stavanger. Nachdem das Finale mit 3:3 nach Verlängerung geendet hatte – Andersen hatte den Treffer zum zwischenzeitlichen 1:1-Ausgleich erzielt –, folgte ein Wiederholungsspiel. Andersen erzielte dort beim 3:2-Sieg von Fredrikstad nach vier Minuten die 1:0-Führung.
Andersen wechselte zur Saison 1985 zum amtierenden norwegischen Meister, den Osloer Verein Vålerenga IF. In dieser Spielzeit sicherte sich der Verein mit dem dritten Platz in der Liga die Teilnahme am UEFA-Cup. Andersen wurde mit 23 Toren in 22 Spielen Torschützenkönig.
Nach Abschluss der norwegischen Saison im Oktober 1985 verpflichtete der 1. FC Nürnberg Andersen für 200.000 DM. Dort debütierte Andersen im November 1985. Bis zum Ende der Saison 1987/88 erzielte er in 78 Ligaspielen 28 Tore für den FCN. 1988 wurde er dabei mit dem Verein Fünfter in der Bundesliga – die beste Bundesligaplatzierung des Vereins seit der Meisterschaft 1968 – und qualifizierte sich für die Teilnahme am UEFA-Pokal. Andersen erzielte dabei neun Tore in 27 Spielen.
Danach wechselte er zum Pokalsieger Eintracht Frankfurt. Für die Hessen erzielte er in seiner ersten Saison zwei Treffer in 20 Spielen. Der Verein, der in jener Saison von Karlheinz Feldkamp, Pál Csernai und Jörg Berger trainiert wurde, schloss die Saison als 16. ab und sicherte erst in den Relegationsspielen gegen den dritten der zweiten Liga, den 1. FC Saarbrücken, den Klassenerhalt: Nach einer 1:2-Niederlage in Saarbrücken erzielte Andersen das erste Tor beim 2:0 im Rückspiel im Frankfurter Waldstadion. In der folgenden Spielzeit 1989/90 standen die Frankfurter zu Beginn der Saison für einige Spieltage auf Platz eins. Am Ende der Saison lag die Eintracht, die unter anderem mit dem seinerzeit zum Kreis der Nationalmannschaft gehörenden Torwart Uli Stein, Abwehr-Routinier Charly Körbel und Uwe Bein antraten, auf Platz drei, gemeinsam mit den Platzierungen von 1964 und 1974 der beste Liga-Endstand der Frankfurter. Andersen spielte die Saison durch und wurde mit seinen 18 Treffern erster ausländischer Bundesliga-Torschützenkönig.
Zur Saison 1990/91 wechselte Andersen zum damaligen Bundesligisten Fortuna Düsseldorf, kehrte aber nach den ersten neun Spieltagen des Spieljahres 1991/92 nach Frankfurt zurück. Insgesamt gelangen ihm nur fünf Tore in 42 Bundesligapartien für Düsseldorf.
Bis zum Saisonende erzielte er noch neun Tore für die Eintracht, die bis zum letzten Spieltag um die Meisterschaft mitspielte. Hätte Frankfurt am letzten Spieltag nicht 1:2 bei Hansa Rostock verloren, sondern gewonnen, wäre sie zum zweiten Mal in der Vereinsgeschichte Meister geworden. Die Frankfurter wurden so nur erneut Dritter in der Liga. Das gelang auch in der Folgesaison, doch Andersen stand, wie bereits in der vorherigen Saison, im Schatten des ghanaischen Nationalstürmers Anthony Yeboah, der 1993 und 1995 der zweite ausländische Bundesliga-Torschützenkönig wurde.
In der Winterpause 1993/94 wechselte Andersen für ein Jahr zum Hamburger SV. Ab der Winterpause 1994/95 spielte er noch für Dynamo Dresden, wo seine Karriere als Bundesligaspieler mit dem Abstieg des Vereins auslief. Er wurde nur unregelmäßig aufgestellt und kam meist nur als Einwechselspieler in der zweiten Halbzeit zum Einsatz. In 25 Spielen erzielte er ein Tor.
Von Dresden wechselte Andersen Mitte 1995 in die Schweizer Nationalliga (heute Super League) zum FC Zürich, wo er, zum Verteidiger umfunktioniert, in 52 Spielen zwei Tore erzielte. 1996 entging der FC Zürich dabei als Vorletzter knapp dem Abstieg und kam auch in den folgenden Spielzeiten nicht über Mittelmaß hinaus. Von der Winterpause 1997/98 schloss er sich dem Zweitligisten FC Lugano an, mit dem er noch im selben Jahr in die erste Liga aufstieg und 13 Erstligaspiele bestritt.
Von 1999 bis 2001 ließ er seine Spielerlaufbahn beim Drittligisten FC Locarno ausklingen, bei dem er gleichzeitig als Assistenztrainer fungierte. 2000 gelang dabei der Aufstieg in die zweite Liga.
Seine Bundesligabilanz beziffert sich auf 243 Spiele, in denen er 67 Treffer erzielte.

### Nationalmannschaft
Im April 1985 gab Andersen in Frankfurt (Oder) seinen Einstand in der norwegischen Nationalmannschaft. Norwegen unterlag dort in einem Freundschaftsspiel gegen die DDR mit 0:1. Im Oktober 1990 bestritt er mit der Nationalmannschaft, bei der er sich nie wirklich etablieren konnte, sein 27. und letztes Länderspiel. Bei einer freundschaftlichen Partie in Budapest gegen Ungarn, die 0:0 endete, kam er in den letzten 18 Minuten noch einmal zum Einsatz. Insgesamt traf er in fünfmal für die Nationalmannschaft, mit der er die Qualifikation für die Weltmeisterschaften 1986 und 1990 ebenso verpasste, wie die Teilnahme an der Europameisterschaft 1988.

## Trainerkarriere
Als Trainer arbeitete Andersen zunächst im Schweizer Jugendfußball beim FC Luzern. Zur Spielzeit 2003/04 kehrte er nach Deutschland zum damaligen Zweitligisten Rot-Weiß Oberhausen zurück. Lange Zeit stand er mit RWO an der Spitze der 2. Bundesliga und wurde Herbstmeister, verpasste jedoch nach einem Einbruch in der Rückrunde den Aufstieg in die Bundesliga mit nur einem Punkt hinter einem Aufstiegsplatz auf dem fünften Platz, der besten Platzierung der Oberhausener seit deren Bundesligaabstieg 1973. In der Folgesaison lag RWO nach zehn Spieltagen auf dem vorletzten Platz, was zu Andersens Entlassung führte.
Es folgte ein Engagement als Assistenztrainer von Horst Köppel bei Borussia Mönchengladbach. Das Duo führte die Borussia auf den zehnten Rang, die bis zu diesem Zeitpunkt beste Platzierung der Borussia seit 1996. Der Verein sah aber davon ab, beide auch in der folgenden Saison zu beschäftigen und hob die bestehenden Verträge auf. Der Verein erhoffte sich mehr vom ehemaligen Borussen und Meistertrainer Jupp Heynckes, der jedoch im Februar 2007 selbst entlassen wurde und durch Jos Luhukay ersetzt wurde. Dennoch stieg die Borussia als abgeschlagener Tabellenletzter ab.
Zur Saison 2007/08 wurde Andersen vom griechischen Erstligisten Skoda Xanthi für zwei Jahre verpflichtet, doch bereits vor seinem Amtsantritt wurde der Vertrag aus persönlichen Gründen wieder aufgelöst. Am 6. November 2007 übernahm er als Nachfolger von Wolfgang Frank die Trainerposition beim Zweitligisten Kickers Offenbach, der sich im Abstiegskampf befand, verlor aber am letzten Spieltag das entscheidende Spiel beim VfL Osnabrück mit 0:3, sodass das Team wegen der schlechten Tordifferenz in die 3. Liga absteigen musste.
Zu Beginn der Saison 2008/09 löste er Jürgen Klopp, der nach dem knapp verpassten Wiederaufstieg in die Bundesliga Borussia Dortmund übernommen hatte, als Trainer des damaligen Zweitligisten 1. FSV Mainz 05 ab. Mit dem Verein stieg er in die 1. Bundesliga auf und zog in das DFB-Pokal-Halbfinale ein, das die Mainzer gegen Bayer 04 Leverkusen nach Verlängerung mit 1:4 verloren. Am 3. August 2009 wurde er nach einer Niederlage im DFB-Pokal beim Regionalligisten VfB Lübeck wegen interner Unstimmigkeiten noch vor Beginn der Ligasaison entlassen. Im Oktober 2013, vier Jahre nach der Entlassung, wurde diese vom Manager von Mainz 05, Christian Heidel, erklärt: „Andersen und Mainz, das hat von der Philosophie her nicht zusammengepasst.“ Es wurde noch hinzugefügt, dass Andersen mit der Mannschaft zu wenig gesprochen habe. Sein Nachfolger wurde der damalige Mainzer Trainer der A-Junioren Thomas Tuchel.
Mitte Dezember 2010 wurde Andersen als neuer Trainer des griechischen Erstligisten AE Larisa vorgestellt. Er erhielt einen bis Saisonende gültigen Vertrag. Bereits nach 22 Tagen wurde er im Januar 2011 wieder entlassen. AE Larisa schied unter seiner Führung aus dem Pokalwettbewerb aus und erlitt in der Liga drei Niederlagen in Folge, womit der Verein abgeschlagener Tabellenletzter blieb. Unter Andersens Führung erzielte Larisa zudem kein einziges Tor.
Am 6. November 2011 verpflichtete der Karlsruher SC Andersen als neuen Cheftrainer. Andersen unterschrieb einen erfolgsbezogenen, bis Saisonende gültigen Vertrag, wurde jedoch bereits Ende März 2012 wegen Erfolglosigkeit wieder beurlaubt.
Zur Rückrunde der Saison 2014/15 wurde Andersen neuer Trainer des österreichischen Regionalligisten SV Austria Salzburg. Er führte die Salzburger in die Erste Liga (zweithöchste Spielklasse). Anfang Dezember 2015 einigte sich der SV Austria Salzburg – mittlerweile insolvent – mit ihm auf eine Vertragsauflösung. Andersen nannte als Grund die fehlende sportliche Perspektive; er wolle die Austria nicht weiter finanziell belasten.

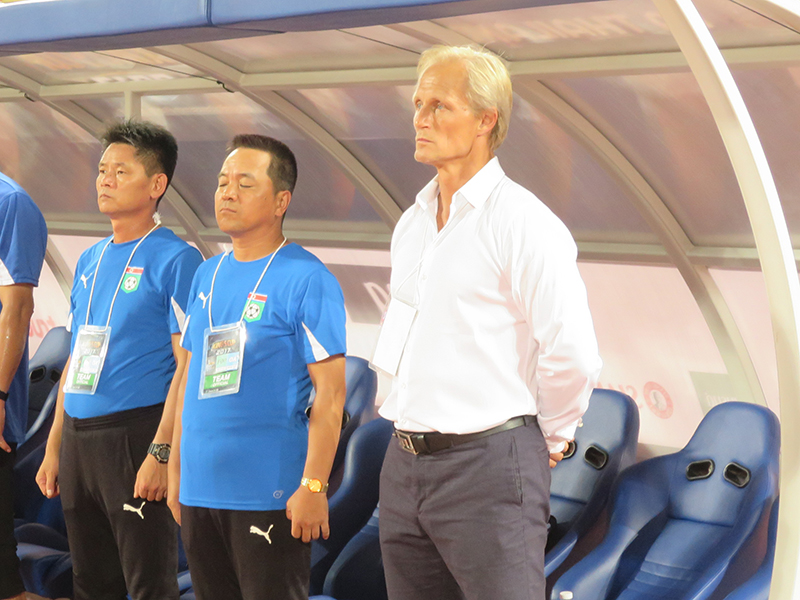
Andersen als nordkoreanischer Nationaltrainer (2017)

Ab Mai 2016 war er Trainer der nordkoreanischen Nationalmannschaft. Sein Vertrag lief zum 31. März 2018 aus.
Im Juni 2018 übernahm Andersen den südkoreanischen Erstligisten Incheon United FC. Bis zum Ende der Saison schaffte er es, das Team wieder zu stabilisieren und es aus dem Tabellenkeller hinauszuführen. Am Ende der Saison stand der Klassenerhalt nach dem Derby-Sieg gegen den FC Seoul fest. 2019 startete der Verein gut in die Saison. Bis zum 4. Spieltag stand der Verein auf einem einstelligen Tabellenplatz, rutschte aber danach auf den letzten Platz ab und schaffte dort nicht mehr die Wende. Mitte April entließ der Verein Andersen.
Im Dezember 2021 übernahm Andersen die Nationalmannschaft von Hongkong. Im Mai 2024 trat er von seinem Amt als Cheftrainer in Hongkong zurück.

## Privates
Jørn Andersen hat eine deutsche Frau sowie einen Sohn und eine Tochter. Sein Sohn Niklas Andersen war auch Fußballspieler und spielte zuletzt beim Oberligisten SSVg Velbert. Seit 1993 besitzt Andersen die deutsche Staatsbürgerschaft.

## Erfolge
Als Spieler
- norwegischer Pokal: 1984
- Torschützenkönig der norwegischen ersten Liga: 1985
- Torschützenkönig der Fußball-Bundesliga: 1990

Als Trainer
- Aufstieg in die Bundesliga: 2009